# Estación Soronal
Soronal fue una estación de ferrocarril que se hallaba cerca del salar y cerro homónimos en la actual comuna de Pozo Almonte en la Región de Tarapacá de Chile. Fue detención tanto del Longitudinal Norte y el Ferrocarril de Iquique a Pintados y actualmente se encuentra inactiva.

## Historia
La estación fue construida en los años 1920 como parte de las obras del Ferrocarril de Iquique a Pintados, que entraron en funcionamiento en noviembre de 1928.
La estación aparece consignada tanto en mapas oficiales de 1929, sin embargo no es mencionada en mapas de 1944 y 1961, lo que da cuenta de su actividad de manera intermitente o su cierre en décadas posteriores.
La estación dejó de prestar servicios oficialmente cuando fue suprimida el 1 de junio de 1961. Las vías del Longitudinal Norte fueron traspasadas a Ferronor y privatizadas, mientras que la estación fue abandonada.